# Movimiento metabolista

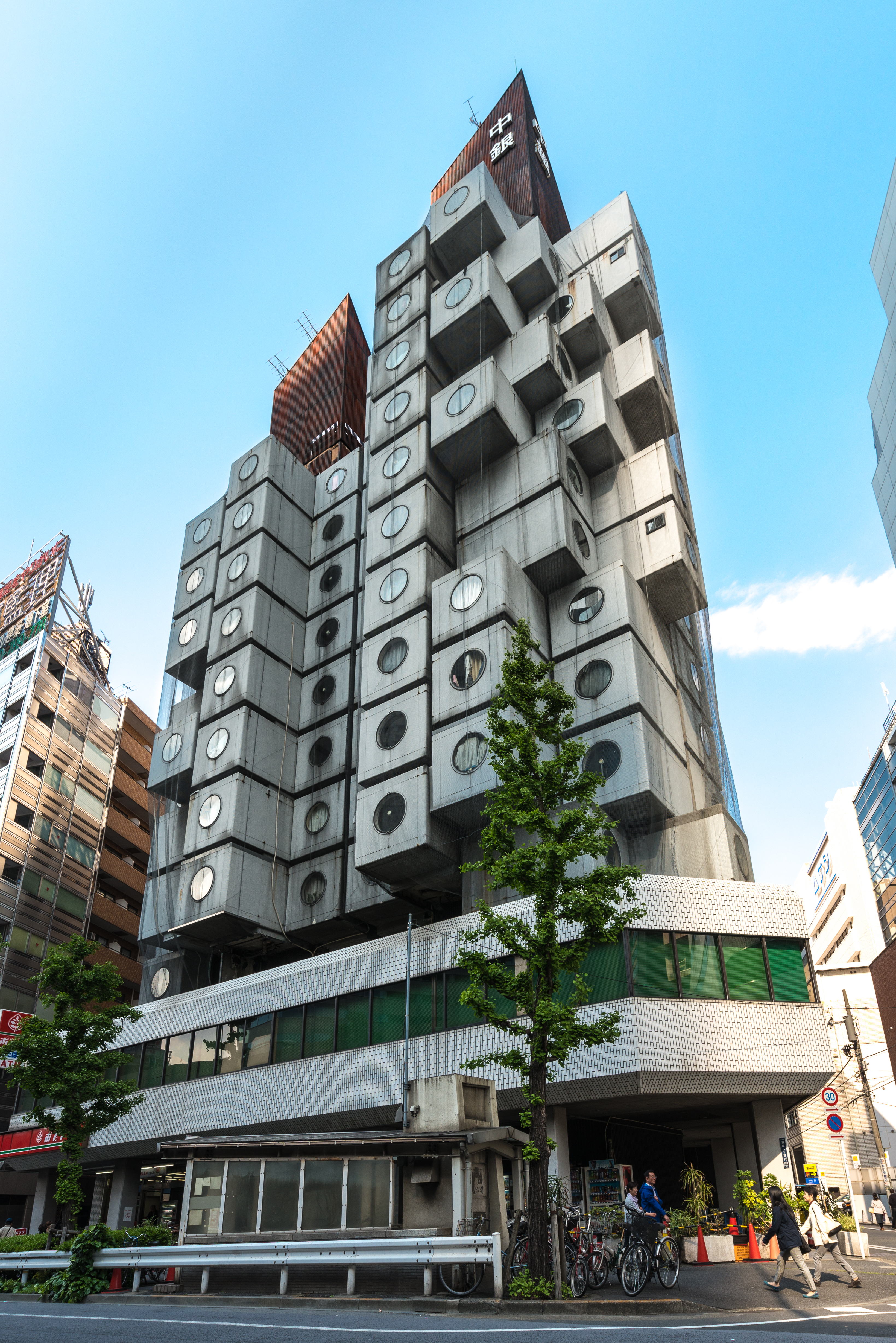
Nakagin Capsule Tower, de Kishō Kurokawa.

El Movimiento metabolista es una corriente arquitectónica contemporánea conformada por un grupo de arquitectos japoneses y urbanistas unidos bajo el nombre de los Metabolistas unidos por Kenzō Tange.
Fue fundado en 1959. Tenían una idea de la ciudad del futuro habitada por una sociedad masificada, caracterizada por grandes escalas, estructuras flexibles y extensibles con un crecimiento similar al orgánico. Fueron influidos por las ideas y dibujos de Archigram.
Según su visión, las leyes tradicionales de forma y función en la arquitectura estaban obsoletas. Creían en una profunda influencia del espacio y la funcionalidad sobre la sociedad y cultura del futuro.
Algunos de los proyectos más conocidos englobados en este movimiento son la ciudad flotante en el mar (proyecto de Unabara), la ciudad torre de Kiyonori Kikutake, la ciudad muro, la ciudad agricultural y la Helix City de Kishō Kurokawa.

## Metabolistas japoneses
- Vivir en una cápsula (Akira Shibuya 1966, Youji Watanabe 1967, Kishō Kurokawa 1970-72)
- Mega-planificación de la ciudad de Tokio (Kenzō Tange y Kiyonori Kikutake 1960)

## Seguidores occidentales
- Habitat Montréal (Moshe Safdie 1967)
- Funnel city 'Intrapolis' (Walter Jonas 1960)
- Ciudad Espacio (Yona Friedman 1959-63)
- Sobreedificación en la ciudad de Ragnitz (Günther Domenig 1963-69)
- Swimming Hotel Kairo (Justus Dahinden 1972)
- Ciudad de lujo Akro-Polis (Justus Dahinden 1974)
- Ciudad de lujo Kiryat Ono near Tel Aviv (Justus Dahinden 1984)
- Kalikosmia (Juan José Díaz Infante)
- Polydom. Arquitectura Modular.FIBROGLAS.Raúl Alcalá Erosa.(1970)

## La unidad del pop y la máquina:Archigram
- Plug-in-City, Living Pod and Capsule Tower (Peter Cook 1964-66)
- Walking City and Instant City (Ron Herron 1964-70)
- Trickling Towers and Layer City (Peter Cook 1978-82)

- Datos: Q1503425
- Multimedia: Metabolism (architecture) / Q1503425